# Караяр (Стерлибашевский район)
Карая́р (баш. Ҡараяр) — деревня в Стерлибашевском районе Республики Башкортостан Российской Федерации. Входит в состав Аллагуватского сельсовета. 

## География

### Географическое положение
Расстояние до:
- районного центра (Стерлибашево): 30 км,
- центра сельсовета (Нижний Аллагуват): 5 км,
- ближайшей ж/д станции (Стерлитамак): 50 км.

## Население
| 2002 | 2009 | 2010 |
| ---- | ---- | ---- |
| 61   | ↘48  | ↗64  |

Национальный состав
Согласно переписи 2002 года, преобладающая национальность — русские (90 %).